# Кліфф Джонс
Кліфф Джонс (англ. Cliff Jones, нар. 7 лютого 1935, Свонсі) — колишній валлійський футболіст, фланговий півзахисник.

## Клубна кар'єра
У дорослому футболі дебютував 1952 року виступами за «Свонсі Таун», в якому провів шість сезонів, взявши участь у 168 матчах чемпіонату.
Своєю грою за валлійську команду привернув увагу представників тренерського штабу клубу «Тоттенхем Хотспур», до складу якого приєднався 1958 року. Відіграв за лондонський клуб наступні десять сезонів своєї ігрової кар'єри. Більшість часу, проведеного у складі «Тоттенхем Хотспур», був основним гравцем команди. У складі «Тоттенхем Хотспур» був одним з головних бомбардирів команди, маючи середню результативність на рівні 0,42 голу за гру першості. За цей час виборов титул чемпіона Англії, став триразовим володарем Кубка Англії, триразовим володарем Суперкубка Англії та володарем Кубка Кубків УЄФА.
Протягом 1968—1970 років захищав кольори клубу «Фулгем».
Після чого грав за ряд нижчолігових англійських клубів, а також за валлійські клуби «Мертір-Тідвіл» та «Бангор Сіті».
Завершив професійну ігрову кар'єру у нижчоліговому англійському клубі «Гейз», за який виступав протягом 1980—1981 років.

## Виступи за збірну
1952 року дебютував в офіційних матчах у складі національної збірної Уельсу. Протягом кар'єри у національній команді, яка тривала 16 років, провів у формі головної команди країни 59 матчів, забивши 16 голів.
У складі збірної був учасником чемпіонату світу 1958 року у Швеції.

## Досягнення
«Тоттенгем Готспур»
- Чемпіон Англії: 1960-61
- Володар Кубка Англії: 1960-61, 1961-62, 1966-67
- Володар Суперкубка Англії: 1961, 1962, 1967
- Володар Кубка Кубків УЄФА: 1962-63